# Trung tâm tài chính quốc tế Dubai

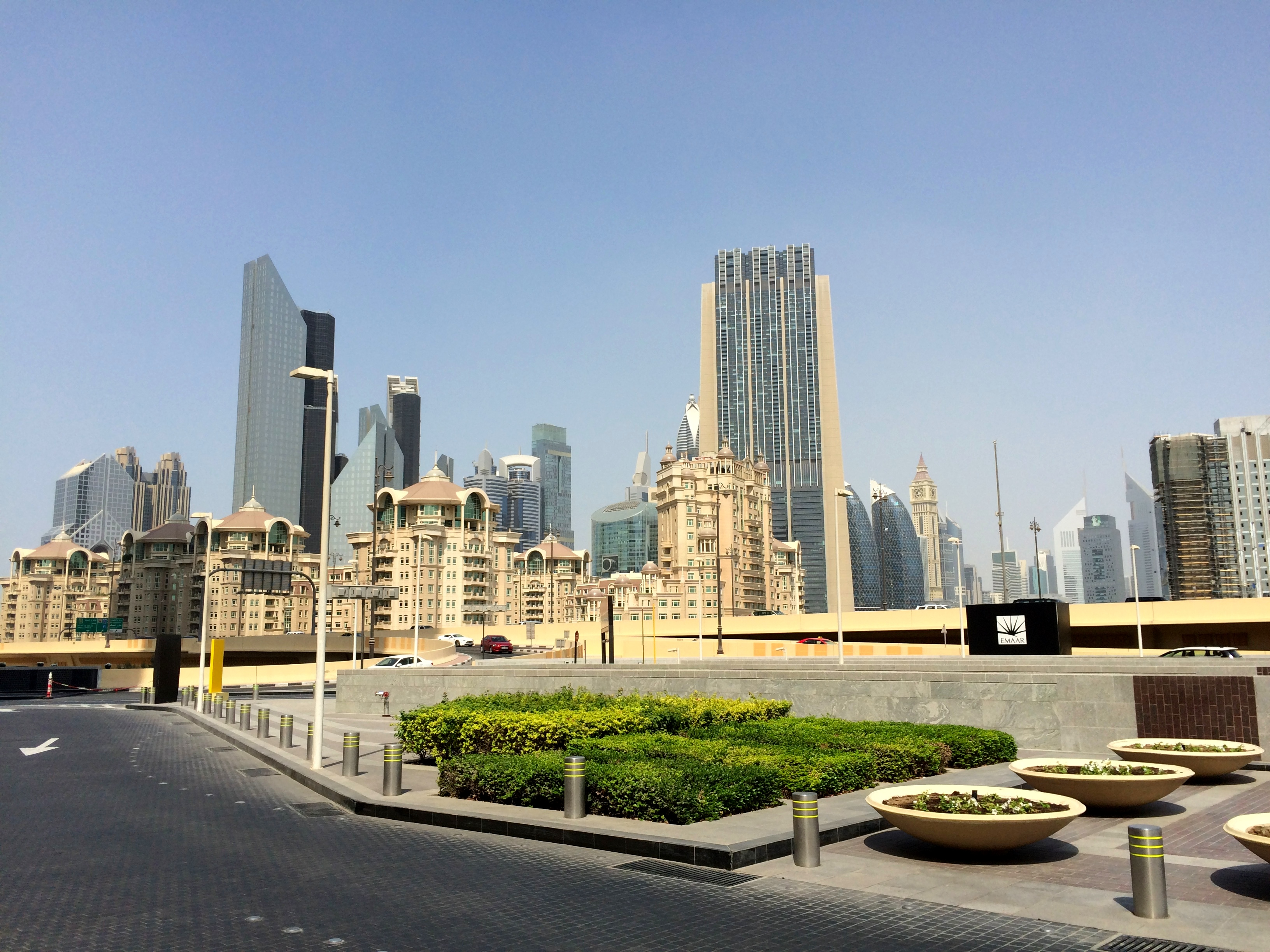
Trung tâm tài chính quốc tế Dubai được nhìn từ Dubai Mall

Được thành lập vào năm 2004 tại Dubai, Trung tâm tài chính quốc tế Dubai (DIFC) là một khu vực rộng 110 ha và là trung tâm tài chính toàn cầu chính cho thị trường Trung Đông, châu Phi và Nam Á (MEASA).
DIFC có hệ thống điều hành và tư pháp độc lập, được quản lý quốc tế, khung pháp luật chung, trao đổi tài chính toàn cầu, chế độ thân thiện với thuế và một cộng đồng doanh nghiệp quốc tế lớn. Khu vực này có hàng trăm tổ chức tài chính, bao gồm các quỹ tài chính và nhà đầu tư tư nhân, mặc dù nó cũng có rất nhiều công ty đa quốc gia, cửa hàng bán lẻ, quán cà phê, nhà hàng, không gian dân cư, không gian xanh công cộng, khách sạn và phòng trưng bày nghệ thuật.
DIFC là một trong những khu vực tự do độc lập của Dubai, có nghĩa là nó cung cấp cho công ty 100% quyền sở hữu mà không cần đối tác địa phương. Học khu được quản lý bởi một khung pháp luật chung khác với hệ thống pháp luật của Các Tiểu vương quốc Ả Rập thống nhất với các luật và quy định được ban hành bằng tiếng Anh. DIFC cung cấp cho khách hàng một đảm bảo 50 năm về thuế không yêu cầu về thu nhập và lợi nhuận của công ty được bổ sung bởi mạng lưới các hiệp định tránh đánh thuế hai lần của quốc gia.

## Lịch sử
Được thành lập vào năm 2004, DIFC - nằm giữa các trung tâm tài chính của New York và London ở phía Tây, và Hồng Kông và Singapore ở phía Đông.

### 2002
- Cuộc họp hai năm một lần của DIFC về các Thống đốc DIFC được tổ chức.

### 2004
- Tòa nhà Gate của DIFC bắt đầu.
- Việc xây dựng trên quận Gate bắt đầu.[3]
- Xây dựng tòa nhà DIFC Gate hoàn thành.

### 2005
- Hoàng thân Sheikh Mohammed bin Rashid Al Maktoum, Thủ tướng UAE và Tiểu vương Dubai, bổ nhiệm hai thẩm phán vào Tòa án DIFC.[4]
- Giao lưu tài chính quốc tế Dubai (DIFX) được ra mắt.[5]
- Hoàng thân Sheikh Mohammed bin Rashid Al Maktoum chính thức ra mắt DIFC.

### 2006
- Học viện quản trị doanh nghiệp Hawkamah được thành lập.[6]
- Một số chương trình giáo dục chuyên nghiệp, bao gồm MBA đầu tiên trên thế giới về Tài chính Hồi giáo do trường kinh doanh Cass phát triển được cung cấp từ DIFC Center of Excellence.
- Cơ quan tư pháp DIFC xuất bản dự thảo Quy tắc Tòa án.[7]

### 2007
- DIFC đưa ra Luật bảo vệ dữ liệu của mình.[8]
- DIFC Investments phát hành mốc 1,25 tỷ USD sukuk.[9]
- Luật bất động sản DIFC được ban hành, cho phép các công ty và cá nhân nắm giữ quyền sở hữu bất động sản trong khu tài chính.

### 2008
- Hội đồng DIFC đạt chứng chỉ ISO.
- Tòa án DIFC bổ nhiệm thẩm phán nữ đầu tiên tại Các Tiểu vương quốc Ả Rập thống nhất.
- Hoàng thân Sheikh Mohammed bin Mohammed bin Rashid Al Maktoum thành lập liên doanh với Tòa án Trọng tài Quốc tế Luân Đôn (LCIA) và khánh thành Trung tâm Trọng tài DIFC LCIA.
- Hoàng thân Sheikh Mohammed bin Rashid Al Maktoum ban hành Luật Trọng tài mới của DIFC.[10]
- Hoàng thân Sheikh Mohammed bin Rashid Al Maktoum ra lời thề tại Thẩm phán Quốc gia và nhậm chức chức Tòa phúc thẩm quốc tế tại Tòa án DIFC.[11]

### 2009
- DIFC tổ chức chương trình Triển vọng kinh tế khu vực cho Trung Đông và Trung Á bởi Quỹ tiền tệ quốc tế (IMF).
- Tòa án DIFC tạo ra chương trình chuyên nghiệp đầu tiên ở Trung Đông.

### 2010
- DIFC được trao giải thưởng Sheikh Mohammed bin Rashid Al Maktoum người bảo trợ cho giải thưởng nghệ thuật.[12]
- Bộ Tài chính ký Biên bản ghi nhớ với DIFC để thúc đẩy hợp tác và trao đổi chuyên môn.

### 2011
- Thẩm quyền của Tòa án DIFC được mở rộng để bao gồm mọi trường hợp ngoài DIFC, trong đó cả hai bên đồng ý với thẩm quyền của mình.[13]

### 2012
- DIFC và Hội đồng vùng Vịnh Australia ký Thỏa thuận đối tác chiến lược.[14]

### 2013
- FTSE mở văn phòng mới tại DIFC.[15]
- DIFC công bố kế hoạch tổng thể tại Cityscape Global.[14]

### 2014
- DIFC Investments ra mắt và chào giá 700 triệu USD sukuk.
- DIFC thấy việc ban hành luật Netting cung cấp sự chắc chắn về pháp lý trong DIFC về khả năng thực thi trong trường hợp vỡ nợ.[16]

### 2015
- DIFC ra mắt Chiến lược 2024, nhằm tăng gấp ba kích thước của Trung tâm trong suốt một thập kỷ.[17]

## Cơ quan quản lý
Trung tâm tài chính quốc tế Dubai (DIFC) được quản lý bởi ba cơ quan độc lập:
Hội đồng DIFC là cơ quan quản lý được thành lập để giám sát việc phát triển chiến lược, quản lý hoạt động và lập kế hoạch của Trung tâm tài chính quốc tế Dubai.
Cơ quan Dịch vụ Tài chính Dubai (DFSA) là cơ quan điều hành trung ương và độc lập cấp giấy phép, giám sát hoạt động của tất cả các tổ chức tài chính và phi tài chính trong DIFC và điều chỉnh tất cả các dịch vụ tài chính và phụ trợ được thực hiện ở trung tâm, bao gồm các yêu cầu được tiết lộ. DFSA cũng chịu trách nhiệm điều chỉnh và giám sát của những người trong DIFC liên quan đến chống rửa tiền, tài trợ chống khủng bố và tuân thủ trừng phạt và có quyền áp đặt các giới hạn, đình chỉ và trừng phạt, bao gồm cả hình phạt tài chính.
Cơ quan Giải quyết Tranh chấp (DRA) kết hợp các Tòa án DIFC, Trung tâm Trọng tài DFIC LCIA, Học viện Luật DIFC và Cơ quan đăng ký Di chúc & Chứng thực và chịu trách nhiệm quản lý độc lập và thực thi công lý trong Trung tâm.

## Pháp luật và các quy định
Trung tâm tài chính quốc tế Dubai (DIFC) hoạt động trong khuôn khổ pháp lý và điều lệ duy nhất được xây dựng trong hiến pháp của Các Tiểu vương quốc và luật pháp của cả nước, cả ở cấp Liên bang và Dubai, cho phép DIFC có khung pháp lý dân sự và thương mại riêng và một hệ thống tòa án mô hình chặt chẽ về các tiêu chuẩn quốc tế và các nguyên tắc của luật chung, phù hợp với nhu cầu của khu vực.
Trung tâm trọng tài DIFC-LCIA được khai trương vào năm 2008 và sau đó được tái khởi động theo cơ cấu lập pháp mới vào tháng 11/2015 để hoạt động song song và độc lập với các Tòa án DIFC.
Cơ quan đăng ký Di chúc & Chứng thực đã được đưa ra vào năm 2015 để cung cấp sự chắc chắn về mặt pháp lý và giải pháp thừa kế toàn diện cho những người không theo Hồi giáo với tài sản ở Dubai, cho phép họ đăng ký các tài liệu tiếng Anh để hướng dẫn của họ.
Được thành lập vào năm 2015, các chức năng chính của Học viện Pháp luật bao gồm đào tạo, giáo dục luật sư và xuất bản các báo cáo tòa án và tài liệu học thuật. Học viện Luật cũng cung cấp tư vấn pháp lý miễn phí cho những người có nhu cầu thông qua chương trình pro-bono đầu tiên của khu vực.

## Bảo vệ dữ liệu
Luật Bảo vệ dữ liệu (DIFC) của Trung tâm tài chính quốc tế Dubai quy định các quy tắc và quy định liên quan đến việc thu thập, xử lý, tiết lộ và sử dụng dữ liệu cá nhân trong DIFC, quyền của cá nhân mà dữ liệu cá nhân liên quan và quyền lực của Ủy viên Bảo vệ dữ liệu trong việc thực hiện nhiệm vụ của họ đối với các vấn đề liên quan đến việc xử lý dữ liệu cá nhân cũng như việc quản lý và áp dụng Luật Bảo vệ dữ liệu. Luật Bảo vệ dữ liệu phù hợp với các chỉ thị của EU và hướng dẫn của OECD.

## Lĩnh vực kinh doanh
DIFC tổ chức các công ty tài chính và phi tài chính với các lĩnh vực tài chính kinh doanh bao gồm ngân hàng, bảo hiểm, thị trường tài sản và thị trường vốn và các lĩnh vực thương mại bao gồm các dịch vụ chuyên nghiệp, doanh nghiệp toàn cầu, nhà bán lẻ và văn phòng quản lý.

### Ngân hàng
DIFC cung cấp cho một loạt các ngân hàng, bao gồm bán buôn, đầu tư, tư nhân và Hồi giáo, góp phần vào các chính sách pháp lý.
Các lĩnh vực chuyên môn bao gồm:
- Ngân hàng thương mại
- Ngân hàng đầu tư
- Tài trợ thương mại và xuất khẩu
- Kinh phí dự án và cơ sở hạ tầng
- Dịch vụ ngân quỹ
- Ngân hàng đại lý

### Thị trường vốn
DIFC là một địa điểm quan trọng trong khu vực cho các ngân hàng và các công ty thị trường vốn thực hiện các hoạt động ngân hàng đầu tư và ngân hàng thương mại trong khu vực.
NASDAQ Dubai - đặt tại DIFC - được coi là một thị trường tài chính quốc tế hàng đầu ở Trung Đông, nơi các công ty huy động vốn thông qua các cổ phiếu bằng đô la Mỹ. Dubai Mercantile Exchange (DME), cũng tại DIFC, là một trong những giao dịch hàng hóa và giao dịch hàng hóa quốc tế hàng đầu của khu vực.

### Quản lý ngân khố và tài sản
Trung tâm tổ chức các công ty hoạt động trong quản lý tài sản và quản lý ngân khố cũng như các văn phòng gia đình và các ngân hàng tư nhân. Khu vực Trung Đông và Bắc Phi (MENA) chiếm 9 trong số 20 quỹ đầu tư có chủ quyền hàng đầu trên toàn cầu với tài sản ước tính khoảng 2 nghìn tỷ USD.
Ngoài quỹ đầu tư tư nhân, Luật Đầu tư tập thể mới được ban hành của Dubai cung cấp một chế độ tài trợ quỹ tại DIFC và các quỹ nước ngoài tiếp thị trong và từ DIFC bao gồm một khuôn khổ pháp lý cho quỹ tương hỗ, quỹ bất động sản, quỹ tiền tệ và quỹ Hồi giáo.
Khung pháp lý của DIFC cho phép:
- Các công ty mục đích đặc biệt cho các giao dịch tài chính được tạo thuận lợi cho quyền sở hữu kinh tế của tài sản thực GCC của các nhà đầu tư không thuộc GCC
- Phương tiện đầu tư với các yêu cầu quy định phù hợp
- Quỹ mở và đóng
- Kinh phí
- Các quỹ cổ phần tư nhân
- Quỹ đầu tư
- Quỹ bất động sản
- Quỹ tương thích Shari'ah

Quỹ đầu tư DIFC có thể được bán trên thị trường quốc tế, bao gồm cả ở Liên minh châu Âu, thông qua các chế độ đặt chỗ riêng.

### Bảo hiểm
Ngành bảo hiểm của Trung tâm tài chính quốc tế Dubai (DIFC) là khu vực đầu tiên thành lập hiệp hội thương mại của riêng mình. Trong năm 2015, Hiệp hội chuyên nghiệp phi lợi nhuận của các thực thể bảo hiểm tại DIFC được thành lập để hỗ trợ và đại diện cho nhu cầu của thị trường (tái) bảo hiểm của DIFC.
Khung bảo hiểm pháp lý của DIFC cho phép:
- (Tái) bảo hiểm
- (Tái) bảo hiểm môi giới
- Đại lý bảo lãnh
- Quản lý tổng đại lý (MGA)
- Coverholder
- Quản trị bên thứ ba
- Cố định
- Các công ty bảo vệ di động
- Giám đốc cố định

### Nhà cung cấp dịch vụ chuyên nghiệp
Trung tâm tài chính quốc tế Dubai (DIFC) nhìn thấy một loạt các nhà cung cấp dịch vụ chuyên nghiệp ở trung tâm của nó, bao gồm các công ty luật đa quốc gia, bốn công ty kế toán lớn, tư vấn quản lý và các công ty tuyển dụng.
Các nhà cung cấp dịch vụ dựa trên DIFC chuyên về:
- Kế toán và kiểm toán
- Cung cấp dịch vụ công ty
- Tuân thủ quy định
- Tư vấn
- Giáo dục & đào tạo
- Giải pháp ICT
- Hợp pháp
- Thông tin và nghiên cứu thị trường
- Tuyển dụng
- Quản lý rủi ro

### Tổng công ty
Khung pháp lý và thuế tài chính của Trung tâm Tài chính Quốc tế Dubai (DIFC) hỗ trợ các cấu trúc công ty sau:
- Công ty mẹ
- Các văn phòng đầu tư độc quyền (bao gồm cả đầu tư vào thương mại, giáo dục, vv)
- Công ty giữ trung gian/chuyên dụng
- Các công ty mục đích đặc biệt (các pháp nhân được thành lập để tạo thuận lợi cho một giao dịch cụ thể)

### Nhà bán lẻ
Trung tâm có một số khách sạn và khu dân cư cũng như một cộng đồng nghệ thuật, văn hóa và ẩm thực trong các khu vực bán lẻ sau:
- The Gate Village, nằm cạnh tòa nhà Gate, tập trung vào các phòng trưng bày nghệ thuật và các cửa hàng ăn uống cao cấp
- Marble Walk, nằm bên dưới tòa nhà The Gate, tập trung vào các bữa ăn mang đi, tiện nghi bán lẻ và các dịch vụ thiết yếu
- The Balcony, là sân hiên xung quanh tòa nhà The Gate, tập trung vào các lựa chọn ăn uống thông thường

## Cơ sở hạ tầng
DIFC được tạo thành từ không gian văn phòng thương mại, không gian dân cư, khách sạn, trung tâm thương mại, trung tâm dữ liệu hiện đại, không gian bán lẻ, phòng trưng bày và hơn thế nữa.
Vào tháng 7 năm 2012, DIFC đã thông báo việc tái cấu trúc các chức năng chính của trung tâm thành hai đơn vị độc lập: Hội đồng DIFC là cánh tay phát triển kinh doanh và pháp lý danh mục đầu tư và phát triển các lô còn lại trong Quy hoạch tổng thể của DIFC.
DIFC Properties giám sát việc quản lý tài sản và phát triển tài sản bất động sản tại DIFC.

### Trung tâm dữ liệu
Trung tâm tài chính quốc tế Dubai (DIFC) có bốn trung tâm dữ liệu phục vụ các công ty toàn cầu và khu vực có trụ sở tại Trung tâm. Các trung tâm dữ liệu cung cấp dự phòng tối thiểu N+1 cho mỗi tủ và cung cấp kết nối thông qua cáp quang tối hoặc hai tuyến đa dạng hoàn chỉnh.

### Trung tâm thương mại
Các tính năng của trung tâm thương mại DIFC bao gồm:
- Hội nghị và cơ sở tổ chức hội họp
- Công cụ truyền thông
- Kết nối internet và viễn thông tức thì
- Nhận và phân phối thư
- Không gian lưu trữ
- Hỗ trợ CNTT
- Housekeeping
- Thức uống nóng và lạnh
- Bảo mật 24 giờ

## Cộng đồng
Là một 'thành phố trong một thành phố', khu học chánh bao gồm các dịch vụ bán lẻ trong một không gian mở và có thể đi bộ dễ dàng điều hòa với sự pha trộn của các lựa chọn về quán cà phê, ăn uống và bán lẻ.
Bao gồm các:

### Phòng trưng bày nghệ thuật
Các phòng trưng bày nghệ thuật của DIFC trưng bày các tác phẩm nghệ thuật và văn hóa từ khắp khu vực và thế giới. Các tác phẩm nghệ thuật đã được triển khai tại các không gian công cộng trên toàn quận để bổ sung cho kiến trúc từng đoạt giải thưởng của trung tâm. Ngoài các phòng trưng bày của nó, DIFC cũng tổ chức sự kiện Nghệ thuật Ban đêm, với nhạc sống, các chương trình trưng bày và biểu diễn tại quận Gate Village.

### Nhà hàng và quán cà phê
DIFC là nơi có hơn 60 cửa hàng ăn uống.

### Các cửa hàng bán lẻ
DIFC cung cấp một loạt các dịch vụ bán lẻ và tiện lợi, bao gồm các cửa hàng bách hóa, cửa hàng đặt trước và cửa hàng cao cấp được đặt trong không gian bán lẻ có thể đi bộ và lắp máy lạnh.

### Khách sạn
Hiện nay, khách sạn Ritz-Carlton sang trọng - có lối đi thẳng vào DIFC - và khách sạn 5 sao Four Seasons đều có trụ sở tại quận này. Waldorf Astoria dự kiến sẽ mở tại DIFC vào mùa thu năm 2017.

## Quy hoạch tổng thể
DIFC cách Sân bay Quốc tế Dubai 20 phút và các khu thương mại của Downtown Dubai và Vịnh Business đều cách đó chưa tới 15 phút lái xe. Khu vực này nằm gần đường Sheikh Zayed, đường cao tốc chính của thành phố. DIFC cũng nằm giữa hai ga tàu điện ngầm.
Kế hoạch tổng thể của DIFC đã được thiết kế với các đoạn dưới lòng đất kết nối một đầu của sự phát triển với nhau, cũng như các tuyến đường có thể tiếp cận và một ga tàu điện ngầm để tạo thuận lợi cho hoạt động kinh doanh trơn tru.
Được thiết kế dành cho người đi bộ trong tâm trí, khu vực này được tăng cường với không gian xanh và không gian công cộng cũng như thiết lập đường phố kiểu châu Âu khuyến khích mọi người khám phá khu vực bằng cách đi bộ.

### Tòa nhà do DIFC sở hữu
- Tòa nhà Gate
- Tòa nhà chính
- Tòa nhà Gate Village

### Tòa nhà được sở hữu của bên thứ ba
Ngoài ra, một số tòa nhà thuộc sở hữu hoặc quản lý của bên thứ ba được đặt tại quận DIFC - bao gồm:
- Al Fattan Currency House Lưu trữ ngày 2 tháng 8 năm 2018 tại Wayback Machine
- Liberty House Lưu trữ ngày 2 tháng 8 năm 2018 tại Wayback Machine
- Tháp Thương mại Emirates
- Rosewood Dubai (Burj Daman)
- Tháp công viên DAMAC
- Tháp Index
- Tháp Central Park
- Tháp Sky Gardens

### Gate Avenue tại DIFC
Gate Avenue tại DIFC là một dự án bán lẻ được ra mắt vào tháng 4 năm 2016, sẽ kết nối tất cả các tòa nhà trên toàn khu tài chính. Nó bao gồm hơn 150 địa điểm bán lẻ với diện tích xây dựng là 61.316 mét vuông.

## Chiến lược 2024
DIFC đặt mục tiêu tăng gấp ba lần so với kế hoạch tiếp theo là các công ty từ Trung Quốc, Ấn Độ và Châu Phi, tăng tài sản dưới sự quản lý của DIFC từ 17,4 tỷ USD lên 250 tỷ USD.
Là một phần của kế hoạch năm 2024, DIFC đặt mục tiêu tăng gấp đôi lượng không gian thuê tại khu vực tự do từ hơn 232.000 mét vuông trong năm 2014 lên gần 511.000 mét vuông vào năm 2024, tăng lực lượng lao động từ 17.860 người lên 50.000 vào năm 2024.
DIFC nhận thấy 50% tăng trưởng trong tương lai đến từ Trung Quốc và khu vực châu Á - Thái Bình Dương xung quanh hành lang thương mại Nam-Nam trải dài từ khắp châu Phi và có GDP tổng cộng là 4,7 nghìn tỷ đô la.